# Copris draco
Copris draco là một loài bọ cánh cứng trong họ Bọ hung (Scarabaeidae).